# Schefflera ayangannensis
Schefflera ayangannensis är en araliaväxtart som beskrevs av Maguire, Steyerm. och David Gamman Frodin. Schefflera ayangannensis ingår i släktet Schefflera och familjen araliaväxter.
Artens utbredningsområde är Guyana. Inga underarter finns listade.